# Jacek Gazda
Jacek Gazda (ur. 1952 w Katowicach) – polski basista i kompozytor wywodzący się ze śląskiego środowiska muzycznego.

## Kariera muzyczna
Dorastał w katowickiej dzielnicy Koszutka i tam też wszedł w skład pierwszego zespołu Apostolisa Anthimosa pod nazwą Fatum – członkiem jego grupy był także Jan Błędowski (obydwaj koledzy basisty mieszkali w tej samej okolicy). Po rozpadzie tej formacji jeździł do Michałkowic, gdzie był świadkiem pierwszych prób grupy SBB i uczył się tajników gry na basie od Józefa Skrzeka.
Kolejne zespoły, które współtworzył na przestrzeni lat, to: Krzak (razem z gitarzystą Maciejem Radziejewskim był współzałożycielem grupy), Niemen Aerolit, Hokus, GEM (zespół towarzyszący Annie Jantar, w którym grali m.in.: Dariusz Kozakiewicz - gitara; Rafał Rękosiewicz - organy Hammonda; Jerzy Dobrzyński – instrumenty klawiszowe, śpiew i Marek Surzyn - perkusja), Kwadrat, Dudek Blues Band, Easy Rider (od kwietnia 1984 do października 2022), Hokus Band (muzyk zakładając zespół w 1999 roku, użył nazwy grupy w której grał w drugiej połowie lat 70.). Ponadto współpracował z takimi wykonawcami jak m.in.: Halina Frąckowiak (w okresie współpracy z zespołem Hokus), Andrzej Zaucha (w okresie współpracy z grupą Kwadrat), Roman Wojciechowski, Leszek Winder, Ryszard Skibiński, Michał Giercuszkiewicz, Helmut Nadolski, a także z zespołami: Big-band Jerzego Jarosika, Monkey Business, Śląska Grupa Bluesowa czy tribute band Breakout Night. Jako muzyk zespołu Easy Rider towarzyszył na scenie: Lutherowi Allisonowi (Jazz nad Odrą, 1989), Buddy'emu Guy'owi („Stodoła”, 1992), Ireneuszowi Dudkowi, Tadeuszowi Nalepie i Stanisławowi Sojce.

## Wybrana dyskografia[2]
- Krzak – nagrania radiowe zarejestrowane w P. R. Warszawa w 1971 roku[3][4]: Pierwsza próba, Tartak, Kalejdoskop, Drzazgi, Głosy nocy, Krzak (z ośmiu nagranych utworów w archiwum przetrwało sześć)[potrzebny przypis]
- Niemen Aerolit – Niemen Aerolit (Polskie Nagrania „Muza”, 1975)
- Halina Frąckowiak, Hokus – Pieśń Geiry / Otwieram list brązowy wrzesień (Tonpress, 1976)
- Hokus – nagrania radiowe zarejestrowane w P. R. Katowice w 1977 roku – m.in. Gry salonowe[16][potrzebny przypis]
- Easy Rider – Ridin’ Easy (Polskie Nagrania „Muza”, 1989)
- Easy Rider – Travellin’ Band (Polton, 1992)
- Easy Rider – Artysta (E-media, 1999)
- Jan „Kyks” Skrzek i Śląska Grupa Bluesowa – Bo takie są dziewczyny (Metal Mind Productions, 2004)
- Skibiński Winder – Super Sessions (Metal Mind Productions, 2006)
- Kwadrat – Polowanie na leśniczego (Metal Mind Productions, 2006)
- Ireneusz Dudek – Antology 1976-2006 – CD 11: Apokalipsa, Shakin' Dudi, Irek Dudek – Niepublikowane, Polskie Radio Katowice (1982): Z piekła rodem, Przebierka, Flute Tune[17] (Metal Mind Productions, 2006)
- Czesław Niemen – 41 Potencjometrów Pana Jana (Polskie Radio, 2007)
- Skołowani – Wieczny chłopiec (HRPP Records, 2017)[18]
- Michał Giercuszkiewicz – Wolność (Metal Mind Productions, 2020)